# Signal de la Sauvette
Le signal de la Sauvette est le point culminant du massif des Maures avec 776 mètres d'altitude. Il est situé dans le Sud-Est de la France, dans le département du Var, en région Provence-Alpes-Côte d'Azur, sur le territoire de la commune de Collobrières.